# Bazylika św. Tomasza w Santhome
Bazylika św. Tomasza w Santhome – neogotycki kościół w Santhome w Ćennaju, katedra katolickiej archidiecezji Madras-Mylapore.
Bazylika została wzniesiona na miejscu, gdzie według tradycji został pochowany apostoł Tomasz. W podziemiach świątyni znajduje się kaplica jego grobu. Świątynia na miejscu grobu św. Tomasza znajdowała się w miejscu dzisiejszego kościoła od czasów starożytnych. Kolejne świątynie na tym miejscu wznoszone były w średniowieczu i w 1523 (po przybyciu Portugalczyków do Mylapore). Współcześnie istniejący obiekt zbudowano po 1893 w okresie sprawowania urzędu biskupa Mylapore przez Henrique'a Jose'a Reda De Silvę. Poświęcenie kościoła miało miejsce 1 kwietnia 1896. W latach 2002–2004 budynek był remontowany.
16 marca 1956 papież Pius XII nadał katedrze św. Tomasza tytuł bazyliki mniejszej.
Obiekt reprezentuje styl neogotycki. Jego wymiary to 112 stóp długości, 33 szerokości oraz 155 wysokości. We wnętrzu znajduje się figura św. Tomasza, zaś w oknach witraże z postaciami apostołów. Na ścianie wschodniej trzy witraże przedstawiają scenę spotkania Tomasza ze zmartwychwstałym Chrystusem. Przed przechowywaną w kościele figurą Matki Boskiej z Mylapore modlił się święty Franciszek Ksawery. 
Przy bazylice działa muzeum i teatr, w których gromadzone są przedmioty związane z dziejami kościoła i z osobą św. Tomasza oraz wyświetlany poświęcony mu film.
Od 2006 kościół nosi tytuł Narodowej Świątyni św. Tomasza, nadany przez katolicką konferencję episkopatu Indii.